# Белое (Шекснинский район)
Белое — деревня в Шекснинском районе Вологодской области.
Входит в состав сельского поселения Домшинского, с точки зрения административно-территориального деления — в Домшинский сельсовет.
Расстояние по автодороге до районного центра Шексны — 36 км, до центра муниципального образования Нестерово — 6 км. Ближайшие населённые пункты — Боярово, Спицы, Катаево.
По переписи 2002 года население — 6 человек.